# アジ化カリウム
アジ化カリウム(Potassium azide)は、KN3の化学式を持つ化合物である。アジ化水素のカリウム塩であり、結晶は正方晶を作る。水酸化カリウムとアジ化水素との反応によって得られ、熱するか紫外線を照射するとカリウムと窒素ガスに分解する。重金属のアジ化物とは異なり、衝撃には敏感ではないが、急速に加熱すると爆発する。
土壌の硝化阻害剤として働くことが知られている。また、加熱分解によって金属カリウムと窒素に分解することから、純粋なカリウムを製造するために利用される。